# Золоті та срібні пам'ятні монети євро Словенії
Золоті та срібні пам'ятні монети євро — спеціальні монети, що їх випускають центральні банки країн Єврозони.
Словенія увійшла до єврозони 1 січня 2007 року. З цієї дати банк Словенії почав випуск національних монет євро, також з'явилися і пам'ятні монети євро із золота та срібла.
Ці монети приймають до оплати лише в Словенії, на відміну від звичайних монет євро, що випускаються в Словенії, які є законним платіжним засобом у всіх країнах єврозони. Це означає, що колекційні монети із золота та срібла не можуть бути використані як гроші в інших країнах Єврозони Їх ринкова ціна значно перевищує їх номінальну вартість, ці монети не призначені для використання як платіжний засіб, хоча це залишається можливим. З цієї причини вони зазвичай називаються колекційними монетами.
Колекційні монети євро Словенії присвячені річницям різних подій та історичним подіям. Іноді монети присвячені поточним подіям, що мають важливе значення для громадян Словенії. Словенія карбує п'ять варіацій цих монет з 2008 року, із золота та срібла, номіналом 30 і 100 євро.

## Таблиця
З 24 грудня 2008, Словенія випускає 5 варіацій колекційних монет євро; п'ять аналогічних монет випущено 2009 року. Ці монети з високою вартістю не слід плутати з пам'ятними монетами 2 євро, які є монетами, призначеними для використання та мають юридичний статус законного платіжного засобу в усіх країнах єврозони.
У такій таблиці показано кількість монет, викарбуваних за рік. У першому розділі, монети згруповані по металу, в той час як у другій частині вони згруповані за номіналом.
| Рік                                                                                    | Випущені                          |        | Метал  | Метал | Метал |     | Номінал монети | Номінал монети | Номінал монети |
| Рік                                                                                    | Випущені                          | Золото | Срібло | Інші  | €100  | €30 | €3             |                |                |
| 2008                                                                                   | 5                                 | 2      | 2      | 1     | 2     | 2   | 1              |                |                |
| 2009                                                                                   | 5                                 | 2      | 2      | 1     | 2     | 2   | 1              |                |                |
| 2010                                                                                   | 5                                 | 2      | 2      | 1     | 2     | 2   | 1              |                |                |
| 2011                                                                                   | 5                                 | 2      | 2      | 1     | 2     | 2   | 1              |                |                |
| 2012                                                                                   | 5                                 | 2      | 2      | 1     | 2     | 2   | 1              |                |                |
| Всього                                                                                 | 25                                | 10     | 10     | 5     | 10    | 10  | 5              |                |                |
| \| Монети цього номіналу випущені в цьому році \| Монети цього номіналу не випущені \| |                                   |        |        |       |       |     |                |                |                |
| Монети цього номіналу випущені в цьому році                                            | Монети цього номіналу не випущені |        |        |       |       |     |                |                |                |

## Монети 2008
| Файл:2008 Slovenia 3 Euro Presidency front.JPGФайл:2008 Slovenia 3 Euro Presidency back.JPG | Головування в ЄС                               | Головування в ЄС                                              | Головування в ЄС                                      | Головування в ЄС                                      |
| Файл:2008 Slovenia 3 Euro Presidency front.JPGФайл:2008 Slovenia 3 Euro Presidency back.JPG | Дизайнер: Gorazd Učakar                        | Дизайнер: Gorazd Učakar                                       | Монетний двір: Королівський монетний двір Нідерландів | Монетний двір: Королівський монетний двір Нідерландів |
| Файл:2008 Slovenia 3 Euro Presidency front.JPGФайл:2008 Slovenia 3 Euro Presidency back.JPG | Номінальна: € 3                                | Метал:\ Disc: 75 % Cu, 25 % Ni Ring: 78 % Cu, 20 % Zn, 2 % Ni | Тираж:200,000                                         | Якість:UNC                                            |
| Файл:2008 Slovenia 3 Euro Presidency front.JPGФайл:2008 Slovenia 3 Euro Presidency back.JPG | Випущена: 10 січня 2008                        | Діаметр: 32 мм.                                               | Вага: 15 р.                                           | Ринкова ціна: €7.50-€22.50                            |
| Файл:2008 Slovenia 3 Euro Presidency front.JPGФайл:2008 Slovenia 3 Euro Presidency back.JPG | Головування в ЄС                               | Головування в ЄС                                              | Головування в ЄС                                      | Головування в ЄС                                      |
| Файл:2008 Slovenia 3 Euro Presidency front.JPGФайл:2008 Slovenia 3 Euro Presidency back.JPG | Дизайнер: Gorazd Učakar                        | Дизайнер: Gorazd Učakar                                       | Монетний двір: Королівський монетний двір Нідерландів | Монетний двір: Королівський монетний двір Нідерландів |
| Файл:2008 Slovenia 3 Euro Presidency front.JPGФайл:2008 Slovenia 3 Euro Presidency back.JPG | Номінальна: € 3                                | Метал: Disc: 75 % Cu, 25 % Ni Ring: 78 % Cu, 20 % Zn, 2 % Ni  | Тираж: 4,000                                          | Якість: Proof                                         |
| Файл:2008 Slovenia 3 Euro Presidency front.JPGФайл:2008 Slovenia 3 Euro Presidency back.JPG | Випущена: Квітень 2008                         | Діаметр: 32 мм.                                               | Вага: 15 р.                                           | Ринкова ціна: €190                                    |
| Файл:2008 Slovenia 30 Euro Presidency front.JPGФайл:2008 Slovenia 30 Euro Presidency back.JPG | Головування в ЄС<                              | Головування в ЄС<                                             | Головування в ЄС<                                     | Головування в ЄС<                                     |
| Файл:2008 Slovenia 30 Euro Presidency front.JPGФайл:2008 Slovenia 30 Euro Presidency back.JPG | Дизайнер: Gorazd Učakar                        | Дизайнер: Gorazd Učakar                                       | Монетний двір: Королівський монетний двір Нідерландів | Монетний двір: Королівський монетний двір Нідерландів |
| Файл:2008 Slovenia 30 Euro Presidency front.JPGФайл:2008 Slovenia 30 Euro Presidency back.JPG | Номінальна: € 30                               | Метал: Ag 925 (Срібло)                                        | Тираж: 8,000                                          | Якість: Proof                                         |
| Файл:2008 Slovenia 30 Euro Presidency front.JPGФайл:2008 Slovenia 30 Euro Presidency back.JPG | Випущена: 3 січня 2008                         | Діаметр: 32 мм.                                               | Вага: 15 р.                                           | Ціна монети: € 33, €40 Ринкова ціна: € 79-€116        |
| Файл:2008 Slovenia 100 Euro Presidency front.JPGФайл:2008 Slovenia 100 Euro Presidency back.JPG | Головування в ЄС                               | Головування в ЄС                                              | Головування в ЄС                                      | Головування в ЄС                                      |
| Файл:2008 Slovenia 100 Euro Presidency front.JPGФайл:2008 Slovenia 100 Euro Presidency back.JPG | Дизайнер: Gorazd Učakar                        | Дизайнер: Gorazd Učakar                                       | Монетний двір: Королівський монетний двір Нідерландів | Монетний двір: Королівський монетний двір Нідерландів |
| Файл:2008 Slovenia 100 Euro Presidency front.JPGФайл:2008 Slovenia 100 Euro Presidency back.JPG | Номінальна: € 100                              | Метал: Au 900 (Золото)                                        | Тираж: 5,000                                          | Якість: Proof                                         |
| Файл:2008 Slovenia 100 Euro Presidency front.JPGФайл:2008 Slovenia 100 Euro Presidency back.JPG | Випущена: 3 січня 2008                         | Діаметр: 24 мм.                                               | Вага: 7 м.                                            | Ціна монети: € 145, €180 Ринкова ціна: €730.00        |
| Перша серія колекційних монет випущених Словенією, присвячена головуванню країни в ЄС. В аверсі монети зображена зірка ЄС у вигляді вітряка. Ця зірка являє Словенію, її рух, енергію, волю, силу і активну роль під час головування в ЄС. Надпис на монеті Facta loquuntur («робота говорить за себе»), із зазначенням результатів та успіхів. На реверсі монети, 27 зірок, кожна символізує одну з 27 країн-членів ЄС. |                                                |                                                               |                                                       |                                                       |
| |                                                |                                                               |                                                       |                                                       |
| Файл:2008 Slovenia 30 Euro Valentin Vodnik front.JPGФайл:2008 Slovenia 30 Euro Valentin Vodnik back.JPG | 250 річниця з дня народження Валентина Водніка | 250 річниця з дня народження Валентина Водніка                | 250 річниця з дня народження Валентина Водніка        | 250 річниця з дня народження Валентина Водніка        |
| Файл:2008 Slovenia 30 Euro Valentin Vodnik front.JPGФайл:2008 Slovenia 30 Euro Valentin Vodnik back.JPG | Дизайнер: Miljenko and Maja Licul              | Дизайнер: Miljenko and Maja Licul                             | Монетний двір: Королівський монетний двір Нідерландів | Монетний двір: Королівський монетний двір Нідерландів |
| Файл:2008 Slovenia 30 Euro Valentin Vodnik front.JPGФайл:2008 Slovenia 30 Euro Valentin Vodnik back.JPG | Номінальна: € 30                               | Метал: Ag 925 (Срібло)                                        | Тираж: 8,000                                          | Якість: Proof                                         |
| Файл:2008 Slovenia 30 Euro Valentin Vodnik front.JPGФайл:2008 Slovenia 30 Euro Valentin Vodnik back.JPG | Випущена: 28 січня 2008                        | Діаметр: 32 мм.                                               | Вага: 15 р.                                           | Ціна монети: €40 Ринкова ціна:€ 79-€146               |
| Файл:2008 Slovenia 100 Euro Valentin Vodnik front.JPGФайл:2008 Slovenia 100 Euro Valentin Vodnik back.JPG | 250 річниця з дня народження Валентина Водніка | 250 річниця з дня народження Валентина Водніка                | 250 річниця з дня народження Валентина Водніка        | 250 річниця з дня народження Валентина Водніка        |
| Файл:2008 Slovenia 100 Euro Valentin Vodnik front.JPGФайл:2008 Slovenia 100 Euro Valentin Vodnik back.JPG | Дизайнер: Miljenko and Maja Licul              | Дизайнер: Miljenko and Maja Licul                             | Монетний двір: Королівський монетний двір Нідерландів | Монетний двір: Королівський монетний двір Нідерландів |
| Файл:2008 Slovenia 100 Euro Valentin Vodnik front.JPGФайл:2008 Slovenia 100 Euro Valentin Vodnik back.JPG | Номінальна: € 100                              | Метал: Au 900 (Золото)                                        | тираж: 5,000                                          | Якість: Proof                                         |
| Файл:2008 Slovenia 100 Euro Valentin Vodnik front.JPGФайл:2008 Slovenia 100 Euro Valentin Vodnik back.JPG | Випущена: 28 січня 2008                        | Діаметр: 24 мм.                                               | Вага: 7 м.                                            | Ціна монети: € 160, €180 Ринкова ціна: € 650.00       |
| Основна тема цих монет — 250-річчя з дня народження Валентина Водніка. Національний банк республіки Словенія випустив монети з профілем Валентина Водніка, який займає центральну частину монети. У нижній частині монети стоїть остання строфа з віршу ''Moj spomenik («Мій Пам'ятник»), в перекладі це звучить так: «Немає дочки, немає сина, що йдуть за мною, все в моїй пам'яті: пісня, співає за мене».            |                                                |                                                               |                                                       |                                                       |